# Вольф Юнге
Вольф Юнге (нім. Wolf Junge; 5 січня 1903, Шварценберг — 21 лютого 1964, Ламбсгайм) — німецький офіцер, капітан-цур-зее крігсмаріне. Кавалер Німецького хреста в золоті.

## Біографія
Син окружного судді Макса Юнге і його дружини Елізи, уродженої Отто. В березні 1922 року вступив добровольцем на флот. З 3 жовтня 1922 року вступив в дивізіоні берегової оборони Свінемюнде, з грудня 1922 по 3 квітня 1923 року — на лінкорі «Ганновер», з квітня по 30 червня 1923 року — на навчальному кораблі «Ніоба», з червня 1923 по 29 квітня 1924 року — на крейсері «Берлін», на якому взяв участь в плаванні до Іспанії. З квітня 1924 по 5 січня 1926 року пройшов підготовку офіцера. З січня по 23 вересня 1926 року служив на лінкорі «Ельзас», на якому взяв участь у плаванні в Середземне море. З вересня 1926 року — 3-й вахтовий офіцер на торпедному катері T190. З 20 липня 1927 року — вахтовий офіцер на навчальному кораблі «Ніоба». З 12 жовтня 1927 року — 3-й кадетський офіцер на крейсері «Берлін», на якому взяв участь в плаванні до Східної Азії і Австралії; 7 березня 1929 року крейсер повернувся в Куксгафен. З вересня 1928 року — офіцер роти 1-го морського артилерійського дивізіону, потім — вахтовий офіцер загороджувального з'єднання на Балтійському морі. З 25 вересня 1930 року —ад'ютант 2-го морського артилерійського дивізіону. З 11 липня 1932 року — вахтовий офіцер на навчальному артилерійському кораблі «Бремзе». З 3 березня 1933 року — командир щвидкісного катера. З 27 вересня 1934 року — вахтовий офіцер на лінкорі «Гессен», з 11 листопада 1934 року — на важкому крейсері «Адмірал Шеер», з 26 вересня 1935 року — «Адмірал граф Шпее». З 5 жовтня 1937 року служив у Військово-морській академії в Кілі.
З 25 липня 1938 року — референт Управління морської війни ОКМ. З 25 серпня 1943 року — 1-й офіцер на лінкорі «Тірпіц». З 1 травня 1944 року — командир «Тірпіца». З 4 листопада 1944 року — 1-й офіцер Адмірал-штабу ОКВ. З 11 січня по 8 травня 1945 року — 1-й командний офіцер головнокомандування ВМС на Балтійському морі.
В 1960 році став менеджером з персоналу компанії KSB у Франкенталі. Помер від інфаркту міокарда. Похований в Ламбсгаймі.

## Звання
- Матрос (березень 1922)
- Лейтенант-цур-зее (1 жовтня 1926)
- Оберлейтенант-цур-зее (17 вересня 1928)
- Капітан-лейтенант (1 червня 1934)
- Корветтен-капітан (1 листопада 1937)
- Фрегаттен-капітан (1 листопада 1941)
- Капітан-цур-зее (1 квітня 1943)

## Нагороди
- Медаль «За вислугу років у Вермахті» 4-го, 3-го і 2-го класу (18 років)
- Залізний хрест 2-го і 1-го класу
- Нагрудний знак флоту
- Німецький хрест в золоті (6 вересня 1944)